# Edificio Yue Hwa
El edificio Yue Hwa (en chino: 裕华大厦; pinyin: Yùhuá dàshà) está ubicado en el cruce de las calles Eu Tong Sen y Upper Cross en Chinatown, Singapur, junto a la estación de MRT de Chinatown. Fue construido por el estudio de arquitectura Swan & Maclaren en 1927 y fue en el momento de su inauguración el más alto de Chinatown. Era conocido como Nam Tin (南天大厦) y pertenecía a Lum Chang Holdings. Albergaba el Great Southern Hotel de seis pisos (el primer hotel chino con ascensor), junto con algunas tiendas y cabarets. En 1993, Lum Chang Holdings se lo vendió al empresario de Hong Kong Yu Kwok Chun, quien un año después lo convirtió en la primera tienda por departamentos de productos chinos Yue Hwa en Singapur. El proceso de renovación, que conservó el exterior al tiempo que agregó características como un atrio y una cascada al interior, le valió al edificio el Premio al Patrimonio Arquitectónico otorgado por la Autoridad de Reurbanización Urbana en 1997.

## Historia

### Great Southern Hotel
También conocido como Nam Tin Hotel, el Great Southern Hotel en el barrio chino de Singapur fue construido por Swan & Maclaren en 1927. Comenzó como un hotel boutique y cuando se completó era el edificio más alto de Chinatown. También fue el primer hotel chino en Singapur que contaba con un ascensor. Debido a su altura fue el escenario de muchos intentos de suicidios, hasta que se construyeron los pisos altos de la Singapore Improvement Trust en la calle Upper Pickering.
Propiedad de Lum Chang Holdings, el edificio que alberga el Great Southern Hotel se llamaba Nam Tin en cantonés, que significa "cielo del sur". Esta elección de nombre es curiosa porque el descubrimiento por parte de los chinos del cielo alrededor del hemisferio celeste sur era relativamente reciente, cuando Xu Guangqi interpretó los mapas estelares europeos. Por tanto, es posible que este edificio en Singapur, un puerto colonial, tenga un nombre en homenaje a este giro de los acontecimientos.

Además del hotel, Lum Chang Holdings también arrendó el edificio a varios inquilinos que operaban tiendas y otros negocios. La planta baja en forma de L se dividió en ocho locales comerciales. El edificio Nam Tin se convirtió en un importante centro comercial para los clientes que solían frecuentar las tiendas, los outlets y los cabarets. Otra atracción ocasional eran las óperas chinas. El Cabaret del Sur, con sede en el Diamond Dragon Dance Palace en el quinto piso, fue de particular extravagancia, como lo describe este artículo en The Straits Times:
"Columnas de dragones tachonadas con vidrio tallado... construido bajo la supervisión de la señorita Leong Sai Chan, ex estrella de cine de Shanghái, el cabaret es una imitación del famoso palacio de Pekín de China. Tallados de pájaros y animales de la mitología china de hermosos colores decoran las paredes del cabaret ".
Operado por cantoneses, el Great Southern Hotel atendió más a los viajeros chinos, incluidas celebridades de Hong Kong y China. Esto era diferente a los hoteles de lujo como Raffles Hotel, Goodwood Park Hotel y Adelphi Hotel, que en ese momento alojaban principalmente a visitantes europeos y de habla inglesa. Como hotel boutique con tiendas y lugares de entretenimiento para inmigrantes chinos ricos, el Great Southern Hotel fue considerado como el "Hotel Raffles de Chinatown". Cada habitación tenía su propio baño con ducha e inodoro, techo de 4 m de altura y ventanas abatibles de hierro fundido. Este último dejaba entrar mucha más luz que las ventanas de madera que se encuentran comúnmente en los comercios en el ahora Área de Conservación Kreta Ayer, que eran en gran parte de los estilos transitional y art déco.
Celebridades, artistas y comerciantes disfrutaron de buena comida, opio y licor en el Great Southern Hotel, que tenía placeres occidentales novedosos, como una bola de discoteca especialmente importada de Estados Unidos. El encanto de los productos y tradiciones occidentales se extendió incluso a las bodas celebradas en el hotel. Una prolífica escritora china, Wu Sijing, celebró su banquete de bodas de 17 mesas allí en 1952, y fue fotografiada con un vestido de novia blanco, junto con su esposo de traje blanco y pajarita. Esta elección de vestimenta habría sido más inusual entre los chinos continentales debido a la influencia nacionalista de la China de la era Mao destacando la confluencia de Singapur entre las culturas oriental y occidental, de las cuales el hotel estaba a la vanguardia. Tanto en decoración como en actividades.
El edificio y sus inquilinos eran una presencia tan importante en el área que la calle Eu Tong Sen se conocía coloquialmente como 南 天 前, o "Frente a Nam Tin".
La preeminencia del Great Southern Hotel como destino de entretenimiento no duró. En 1956, la Organización Cathay compró el adyacente Majestic Theatre y lo transformó en una atracción que atrajo a estrellas de cine de Hong Kong. Los cambios de gusto, una economía deprimida y el malestar sociopolítico también contribuyeron al declive de la ópera y los bailes chinos en el hotel. La popularidad de la ópera china disminuyó a lo largo de las décadas de 1950 y 1960, y en 1959, incluso los famosos teatros wayang a solo una cuadra de la calle, como Heng Seng Peng y Heng Wai Sun, estaban cerrados (el People's Park Complex se construyó sobre ese lugar). Los "bailarines de taxi", llamados así porque se paseaban por cabarets como taxis esperando, también estaban pasando de moda con la introducción del rock 'n' roll en los clubes de baile, un género de música que se estaba convirtiendo en cada vez más popular entre los jóvenes. En los años 1960, estos bailes eran la forma de entretenimiento más popular para los jóvenes de Singapur, y el cabaret del hotel pasó a un segundo plano.
La fachada de Nam Tin reflejó este declive. Durante las décadas de 1960 y 1980, la gran señalización roja de "Cabaret del Sur" que adornaba el lado del edificio que da a la calle Eu Tong Sen se eliminó, y la marca del edificio se volvió más anodina. La señalización roja del hotel en el arco de la esquina de la planta baja también se desvaneció; con la falta de mantenimiento, apenas eran visibles en 1988. Las tiendas de la planta baja también cambiaron con la clientela. Si bien las compras allí alguna vez se consideraban de moda, los puestos de venta de electrodomésticos comunes ahora ocupaban la mayor parte de la fachada de la planta baja. El balcón de la azotea y la logia cayeron visiblemente en desuso, con pancartas medio derrumbadas que anunciaban eventos que habían pasado hace un año.

### Productos chinos Yue Hwa

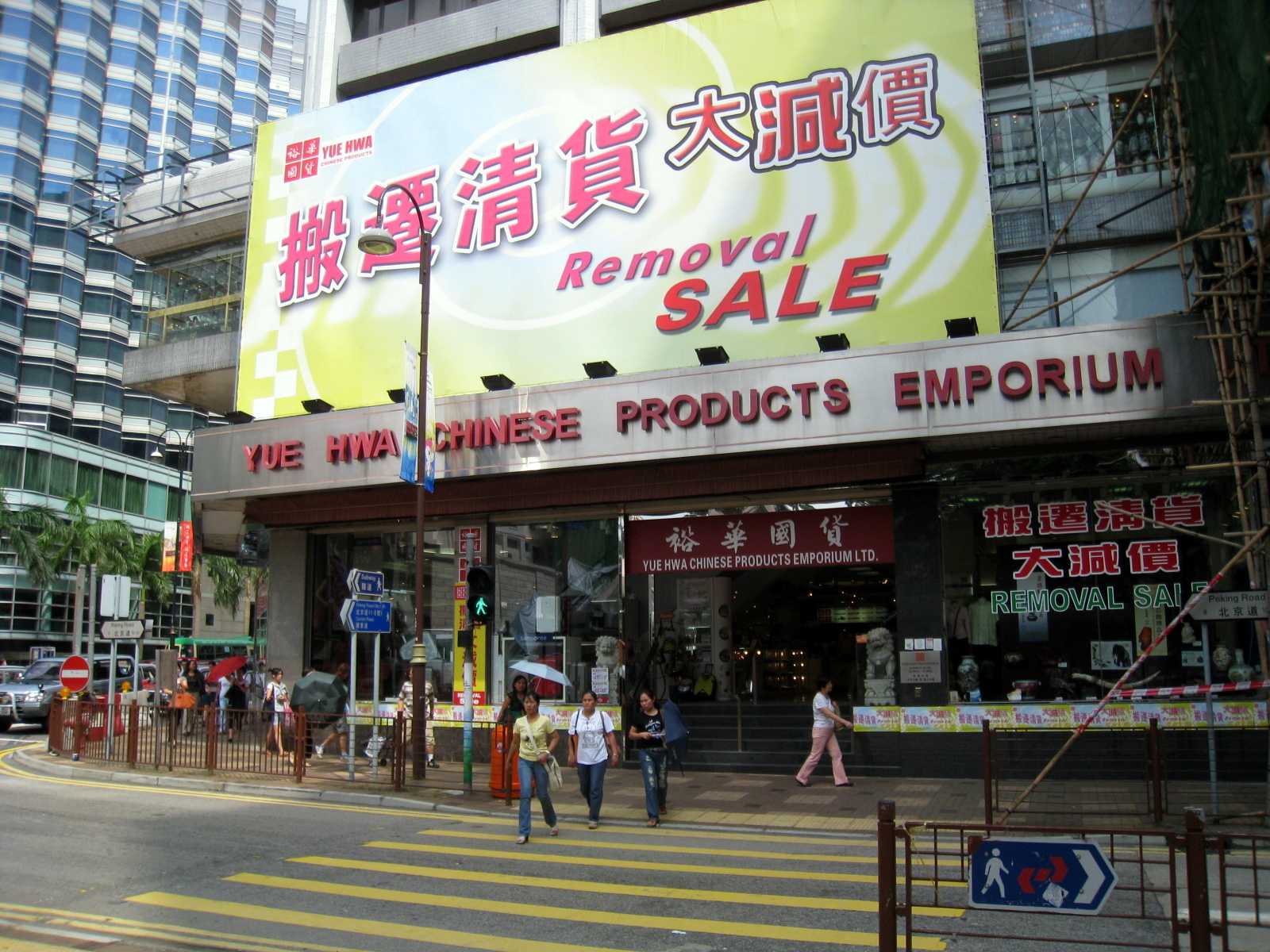
En 1993, el edificio fue comprado por Yue Hwa Chinese Products Emporium Ltd., cuya ubicación insignia en Tsim Sha Tsui se muestra en la foto.

En 1993, Lum Chang Holdings vendió el edificio a un precio de 25 millones de dólares de Singapur a Yu Kwok Chun, que era el jefe de una sede en Hong Kong corporación multinacional con su insignia almacenes, Yue Hwa chino Productos Emporium. Creada por el padre de Yu en 1959, esta es una corporación global de 35 compañías involucradas en inversiones, viajes y comercio en general. Los tres grandes almacenes de Yue Hwa en Hong Kong son populares entre los habitantes de Hong Kong y los turistas. Además de productos agrícolas de varias provincias de China, las tiendas también venden tallas de jade, artesanías, antigüedades y productos médicos como ginseng, astas etc.
En febrero de 1994, el Great Southern Hotel finalizó sus operaciones desde el edificio ya que el hotel se enfrentaba a una competencia cada vez mayor. En el momento de su cierre, solo operaba 40 habitaciones equipadas con una cama doble y un ventilador de techo, destinadas a viajeros de bajo presupuesto de Malasia e Indonesia. Los otros siete inquilinos existentes del edificio abandonaron sus negocios tras la venta y el pago de una compensación.
Como el edificio es objeto de un derecho de superficie a 999 publicado oficialmente por la Autoridad de Reurbanización Urbana (URA) para la conservación arquitectónica, se le pidió al nuevo propietario que preservara la fachada. Sin embargo, no hubo restricciones similares en sus interiores. Se llevaron a cabo obras de renovación en el edificio de 1994 a 1995. El edificio Nam Tin se convirtió así en los grandes almacenes Yue Hwa Chinese Products, y pasó a llamarse Edificio Yue Hwa. La tienda por departamentos se inauguró el 9 de octubre de 1996 y vende una variedad de productos tradicionales chinos, como hierbas, medicinas, porcelana, muebles, artesanías, prendas de vestir y textiles.

## Arquitectura

### Diseño original
Siendo uno de los edificios más altos de Singapur a principios del siglo XX, el Great Southern Hotel fue un hito importante de Chinatown. Fue diseñado por Swan y Maclaren en estilo moderno con énfasis en la funcionalidad. La fachada gris del Great Southern Hotel parecía consistir solo en lo esencial, con diseños ordinarios como fuertes líneas horizontales con arcos angulares y cornisas simples. Sus ventanas tenían marco de acero, con rejas de metal, que se consideraron de moda en los años 1930. La logia en el piso superior era de un color un poco más claro con balaustradas y soportes de hierro fundido, y hubo un uso extensivo de vidrio verde. El edificio fue uno de los primeros en Singapur en construirse como una estructura integral de losa y viga de hormigón armado con pared de ladrillo de relleno.
Con seis pisos, el Great Southern Hotel fue el primer hotel chino en tener un ascensor. El diseño original albergaba oficinas en el primer piso, el hotel en el segundo y tercer piso, un restaurante en el quinto piso y una casa de té en la azotea, así como un cabaret. El restaurante del cuarto piso se convirtió posteriormente en la oficina del propietario. Todo el quinto piso estaba ocupado por un conocido cabaret, el Southern Cabaret. En la planta baja se ubicaron tiendas y lugares de entretenimiento, incluido un kopitiam de Hainan.

### Restauración
La firma de arquitectos contratada para el proyecto de restauración de 25 millones de dólares de Singapur fue OD Architects de Bukit Pasoh Road. De acuerdo con las pautas de conservación de URA para Nam Tin Building, los arquitectos preservaron la azotea ajardinada y los balcones que dan a la calle Eu Tong Sen.
El interior se renovó con un diseño abierto, por lo que se derribaron muros interiores no estructurales. Se creó un nuevo atrio mediante la construcción de un muro en el segundo piso, que podría usarse como sala de exposiciones. Se construyó una cascada de cuatro pisos en la parte trasera del edificio, que tiene una nueva extensión de tres pisos. Se utilizó un tragaluz de vidrieras como interfaz para unir las partes antiguas y nuevas del edificio. Se agregaron nuevas escaleras mecánicas y ascensores para dar servicio a los seis pisos del edificio. Como resultado, el espacio total de piso se incrementó de 3700 a 4600 m², con 4650 m² de espacio comercial creado para uso de la tienda.
Junto con la adquisición del edificio Nam Tin en 1993, Yue Hwa Chinese Products invirtió un total de 100 millones de dólares de Singapur para establecer su primera tienda de venta de productos chinos en Singapur. Por su trabajo de conservación y restauración, el edificio Yue Hwa ganó el premio al patrimonio arquitectónico de la URA en 1997.